# Thomas Tien Ken-sin
Thomas Tien Ken-sin (Chantsui, 24 ottobre 1890 – Chiayi, 24 luglio 1967) è stato un cardinale e arcivescovo cattolico cinese.

## Biografia
Nacque a Chantsui il 24 ottobre 1890 da Kilian Tien Ken-sin e Maria Yang.
Papa Pio XII lo elevò al rango di cardinale nel concistoro del 18 febbraio 1946, il che fa di Ken-Sin il primo porporato nato in Cina.
Morì a Chiayi il 24 luglio 1967 all'età di 76 anni.

## Genealogia episcopale e successione apostolica
La genealogia episcopale è:
- Cardinale Scipione Rebiba
- Cardinale Giulio Antonio Santori
- Cardinale Girolamo Bernerio, O.P.
- Arcivescovo Galeazzo Sanvitale
- Cardinale Ludovico Ludovisi
- Cardinale Luigi Caetani
- Cardinale Ulderico Carpegna
- Cardinale Paluzzo Paluzzi Altieri degli Albertoni
- Papa Benedetto XIII
- Papa Benedetto XIV
- Papa Clemente XIII
- Cardinale Marcantonio Colonna
- Cardinale Giacinto Sigismondo Gerdil, B.
- Cardinale Giulio Maria della Somaglia
- Cardinale Carlo Odescalchi, S.I.
- Cardinale Costantino Patrizi Naro
- Cardinale Lucido Maria Parocchi
- Papa Pio X
- Papa Benedetto XV
- Papa Pio XII
- Cardinale Thomas Tien Ken-sin, S.D.V.

La successione apostolica è:
- Vescovo Thomas Niu Hui-ching (1943)
- Vescovo Peter Wang Mu-To (1948)
- Vescovo Augustin Olbert, S.V.D. (1948)
- Vescovo Paul Ch'eng Shih-kuang (1960)